# 青岛饭店
青岛饭店是中华人民共和国山东省青岛市的一家饭店，现位于市南区香港中路66号。该饭店前身是位于今中山路曲阜路路口东北角的青岛咖啡店，建于1930年代。1956年改为公私合营青岛咖啡饭店。1965年饭店扩建，原建筑被拆除，建成一栋五层大楼，并改名为青岛饭店，1971年10月开业。1977年，饭店向东扩建九层新楼。青岛饭店在计划经济时代的青岛曾占有重要地位。2004年，因饭店所在街区面临改造，搬迁至东部新区的香港中路66号，9月28日重新开业。